# Дом мальчиков
«Дом мальчиков» (англ. House of Boys) — полуавтобиографический фильм сценариста и режиссёра Жан-Клода Шлима, гей-трагедия в трех актах.

## Сюжет
В 1984 году восемнадцатилетний Фрэнк окончил школу. Объявив родителям, что он гей, парень убегает из дома и отправляется покорять славный город Амстердам. Там он попадает в стриптиз-клуб, где пользуется определённым успехом. Жизнь Фрэнка в Амстердаме — бесконечный праздник с музыкой, реками алкоголя, страстными танцами и сексом. В клубе парень встречает новых друзей: Анджело, который копит деньги на операцию по смене пола и танцора Джейка, от которого Фрэнк совершенно теряет голову. Но у Джейка появляются симптомы ранее неизвестной болезни, которую пока называют раком геев. Парни ещё не знают о том, что над Европой уже навис призрак СПИДа.

## В ролях
| Актёр              | Роль               |
| ------------------ | ------------------ |
| Лэйки Андерсон     | Фрэнк              |
| Бенджамин Нортовер | Джейк              |
| Джоанна Скэнлэн    | Сюзанна, медсестра |
| Удо Кир            | мадам              |
| Элиас Макконнелл   | молодой хиппи      |
| Удо Кир            | мадам              |

## Критика
На сайте Rotten Tomatoes по состоянию на май 2012 года фильм имеет 57-процентный рейтинг (подсчитан на основе отзывов семи рецензентов) со средним баллом 6.4 из 10 возможных.